# Porta automatica

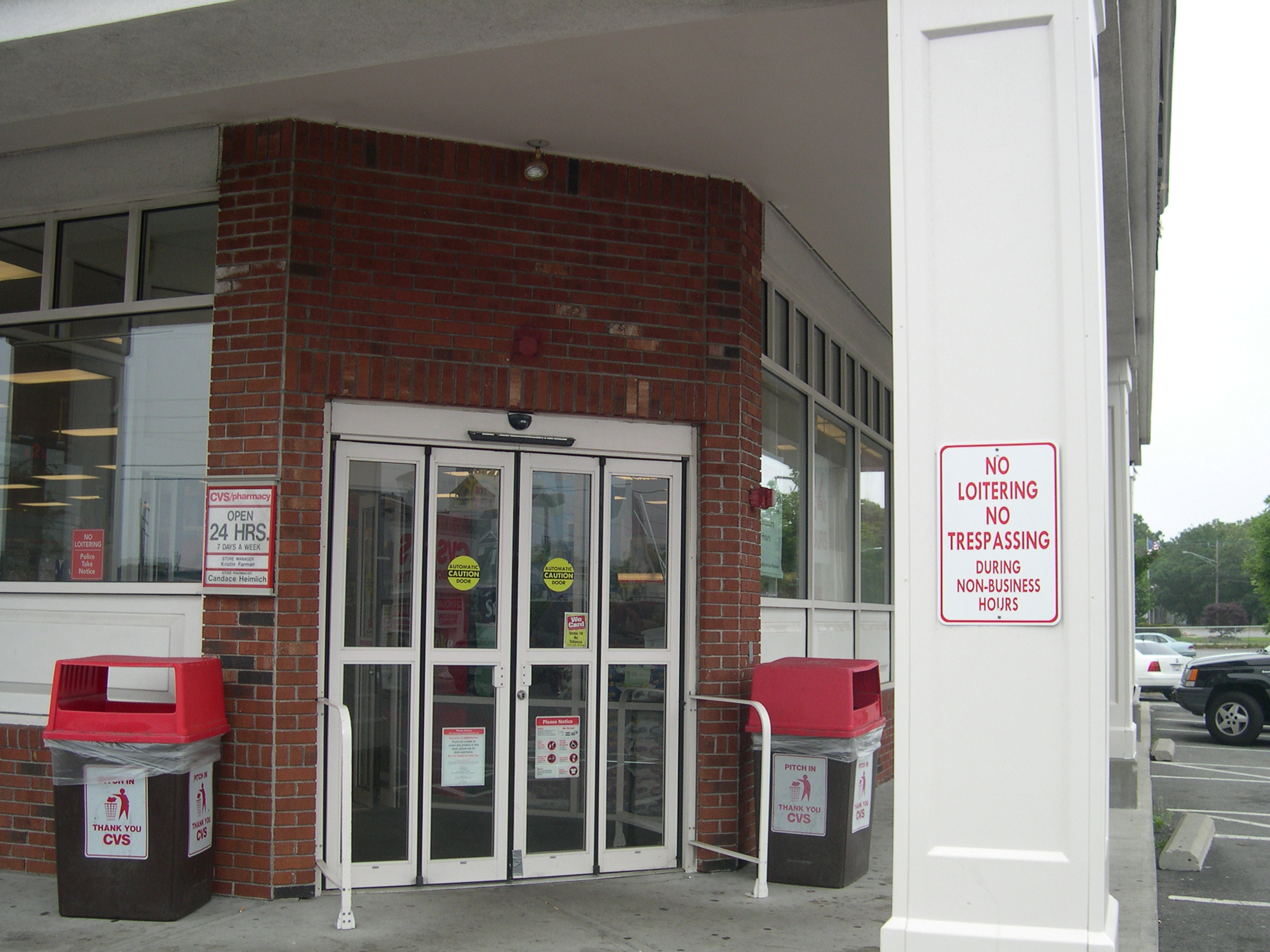
Una porta automatica

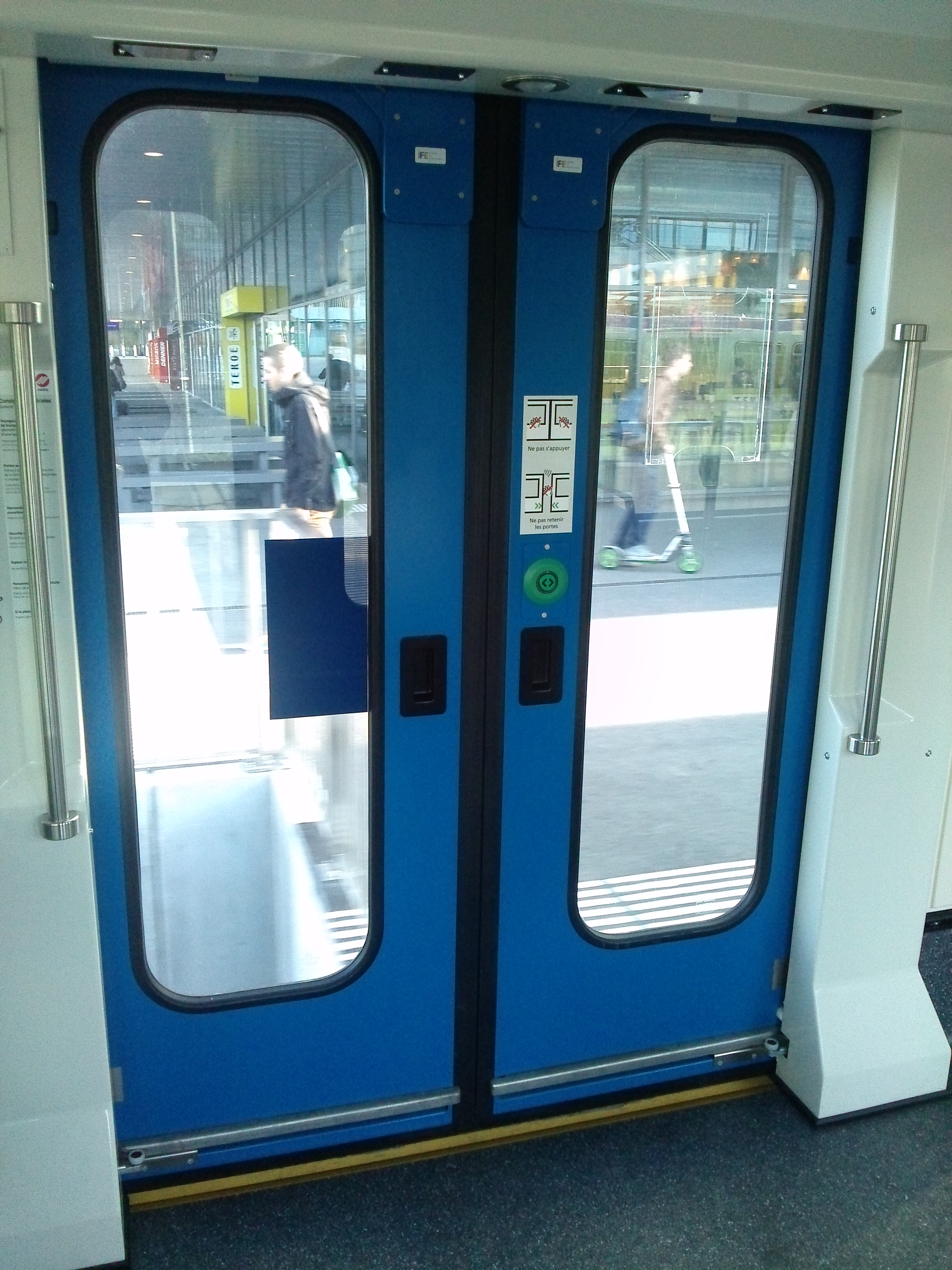
Porta automatica di un'automotrice

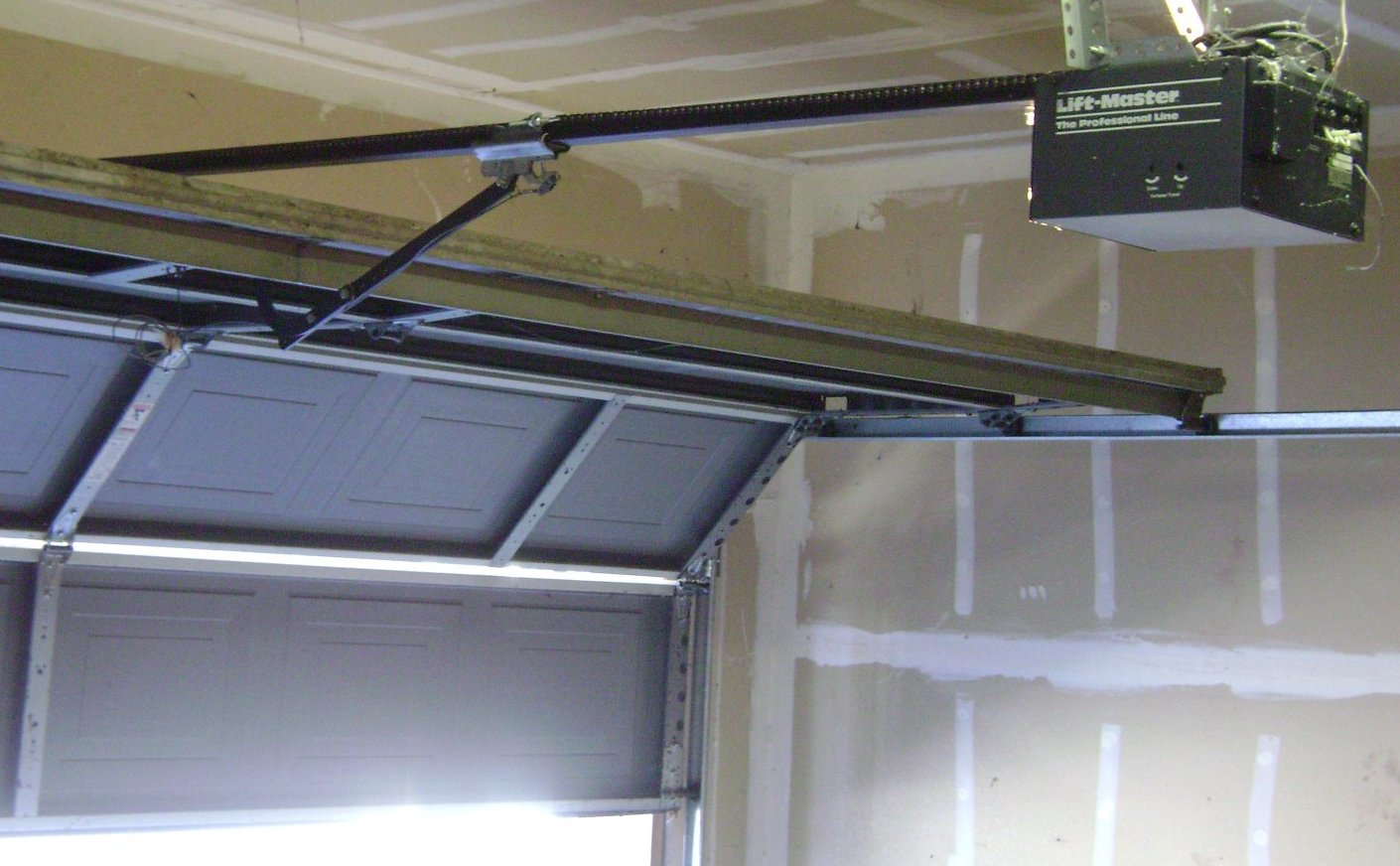
Porta automatica di un garage

La porta automatica è una porta scorrevole elettrica che si apre al passaggio di una persona per richiudersi poco dopo.

## Composizione e funzionamento
Questa porta di tipo scorrevole è composta da un sensore di movimento, da un motorino collegato alle ante scorrevoli e da un interruttore di comando a parete posto a distanza oppure nelle vicinanze della porta. Il funzionamento è questo: Appena una persona si avvicina alla porta, quest'ultima si apre, dopo pochi secondi dal passaggio della persona si chiude. In caso di emergenza, pericolo oppure se succedono guasti al sistema elettrico, la porta può essere aperta manualmente facendo scorrere le ante.

### Interruttore di comando
L'interruttore di comando presenta varie funzionalità:
- Spento
- Porta sempre aperta
- Apertura parziale solo ingresso
- Apertura parziale solo uscita
- Apertura totale ingresso ed uscita

e nel caso di modelli più complessi anche altre funzionalità.

## Porta automatica per garage

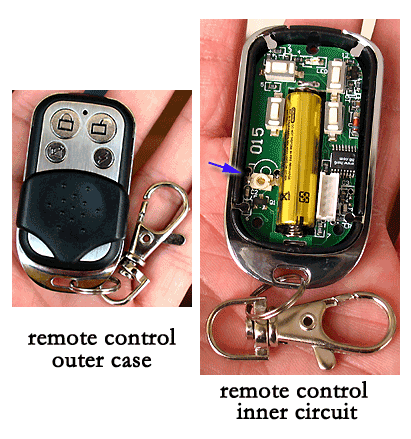
Telecomando per il controllo della porta automatica del garage

Questa porta anziché aprirsi scorrevolmente, si apre alzandola e si chiude abbassandola ed è azionata da un telecomando.

## Sui mezzi pubblici

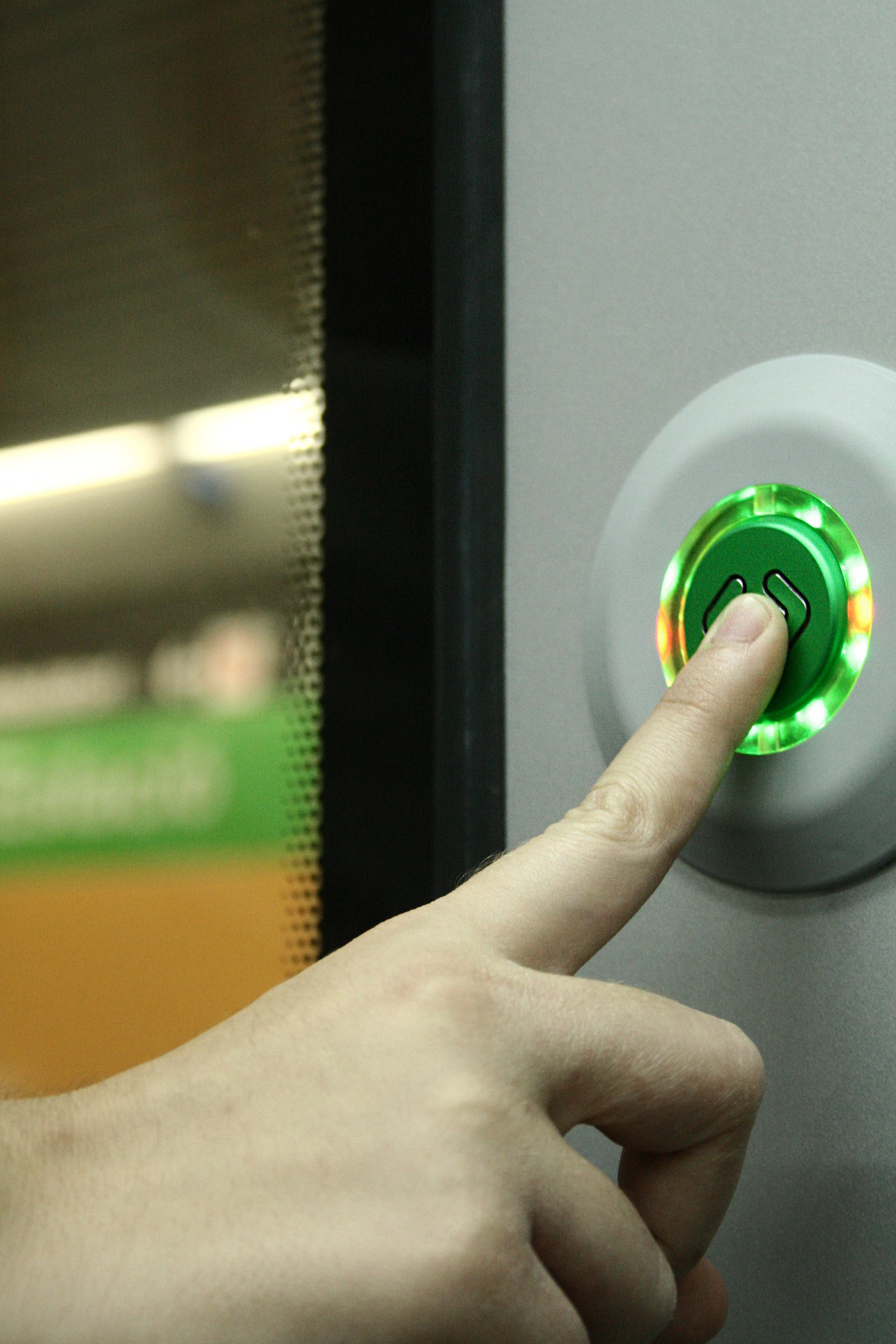
Un pulsante per l'apertura della porta automatica di un treno

La porta automatica è presente anche sui mezzi pubblici (autobus, treni, tram, metropolitane) e viene comandata dal posto di guida dove sta l'autista o il macchinista che è addetto alla chiusura e all'apertura delle porte. L'apertura di queste porte oltre ad essere scorrevole, può avvenire anche verso l'interno del mezzo di trasporto. Queste porte inoltre e soprattutto nei mezzi di trasporto di ultima generazione, sono dotate di un pulsante di emergenza per aprirle in caso di situazioni di pericolo.

## Galleria d'immagini

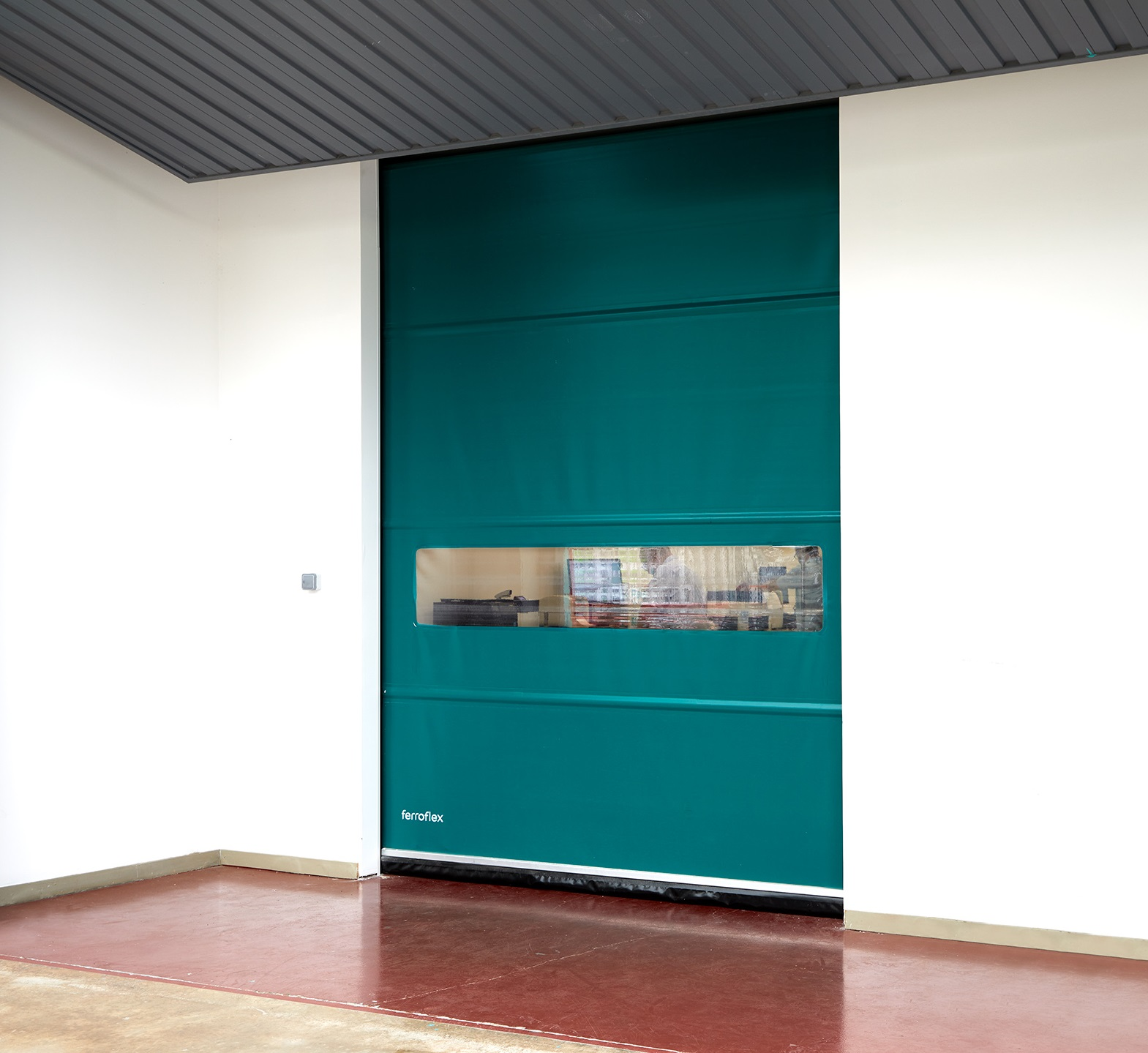
Porta automatica industriale
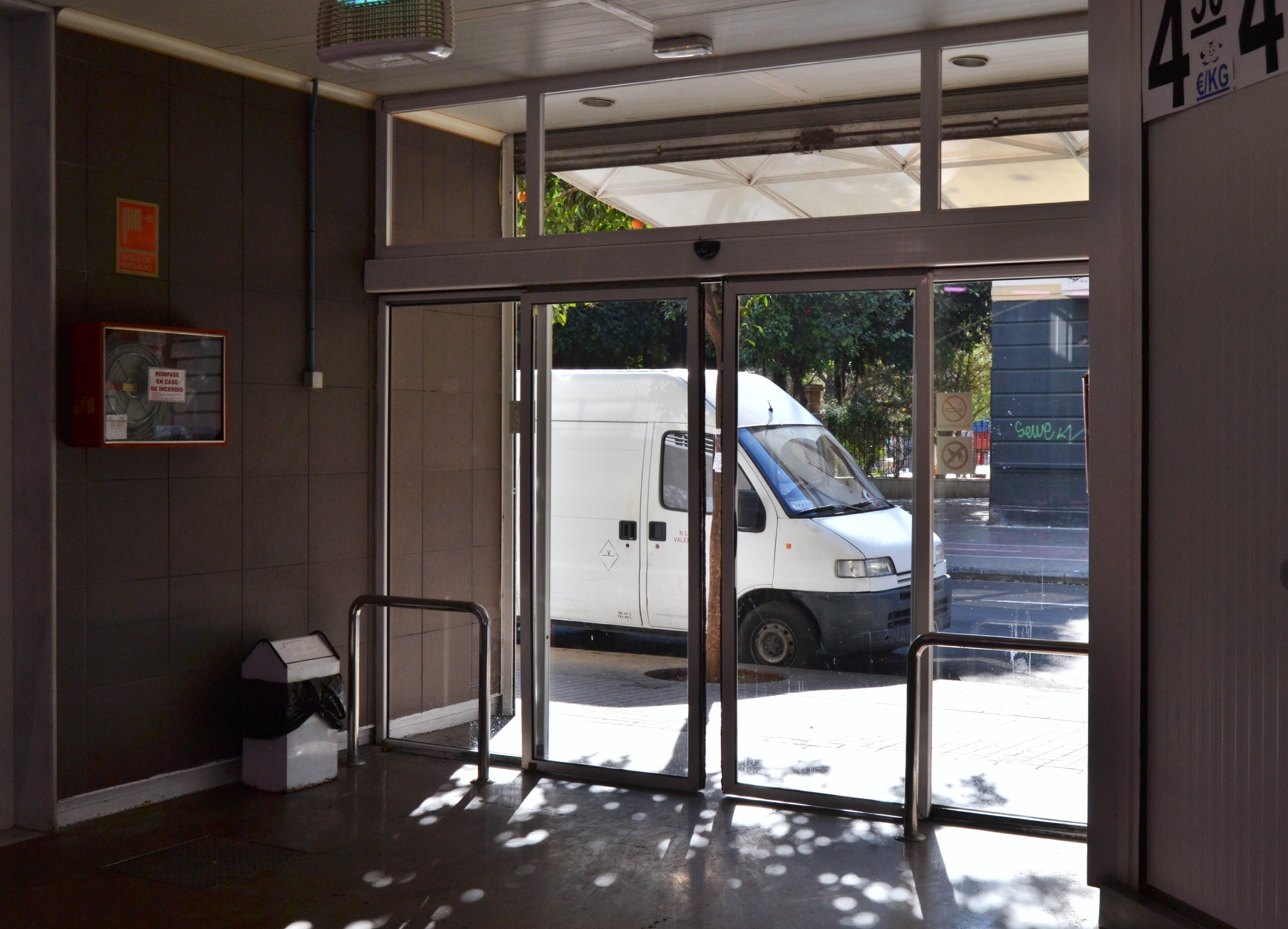
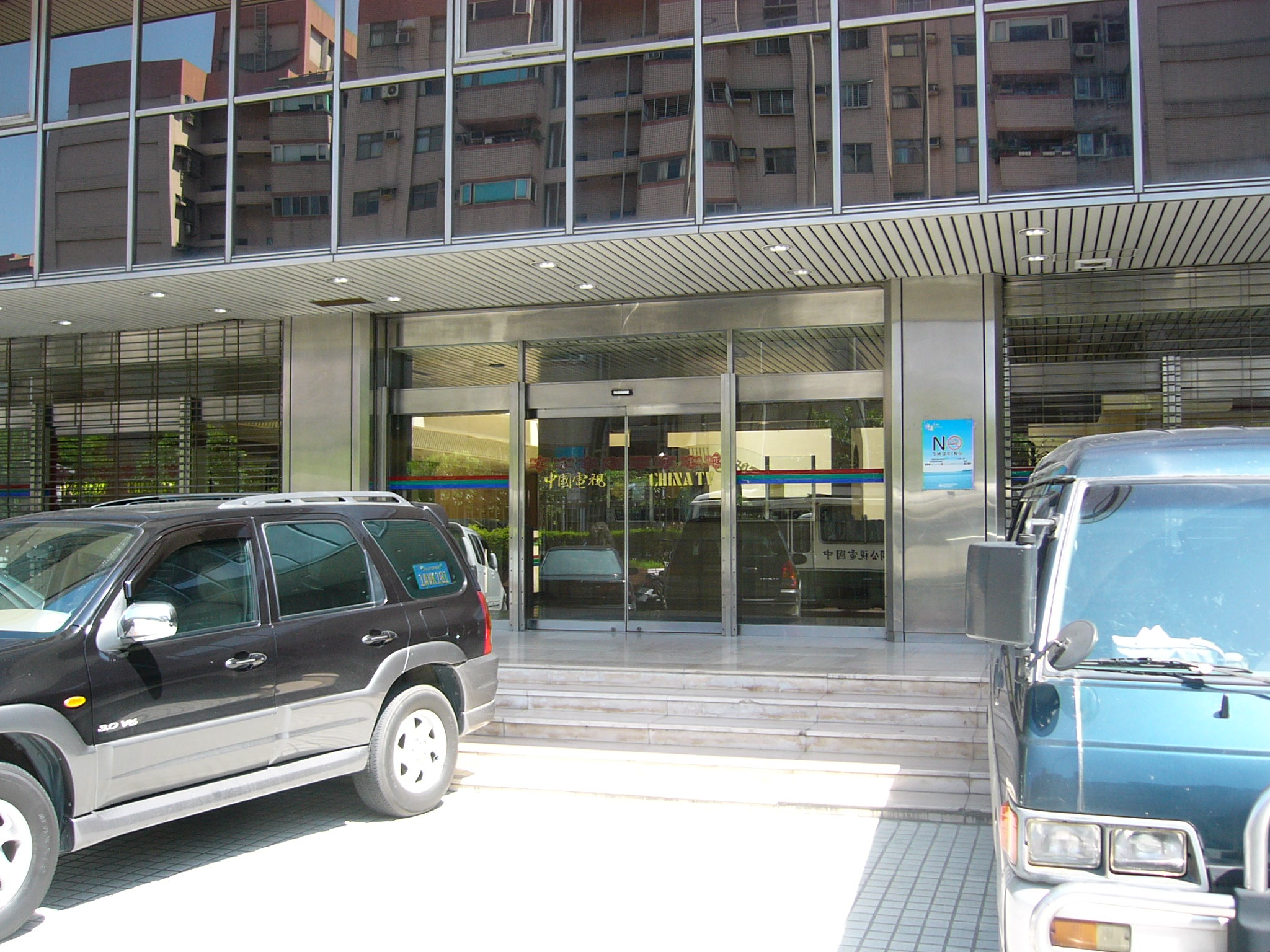
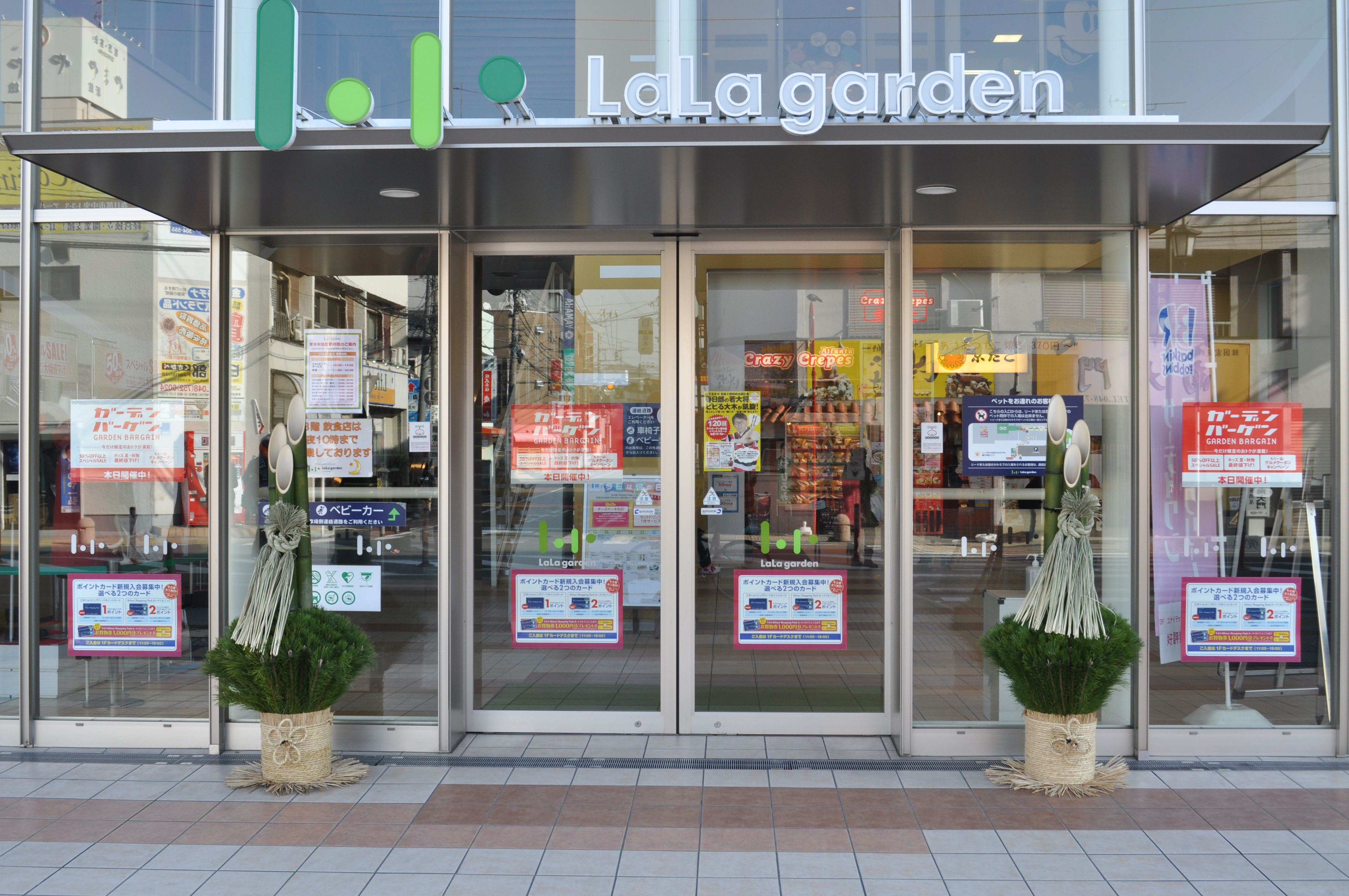
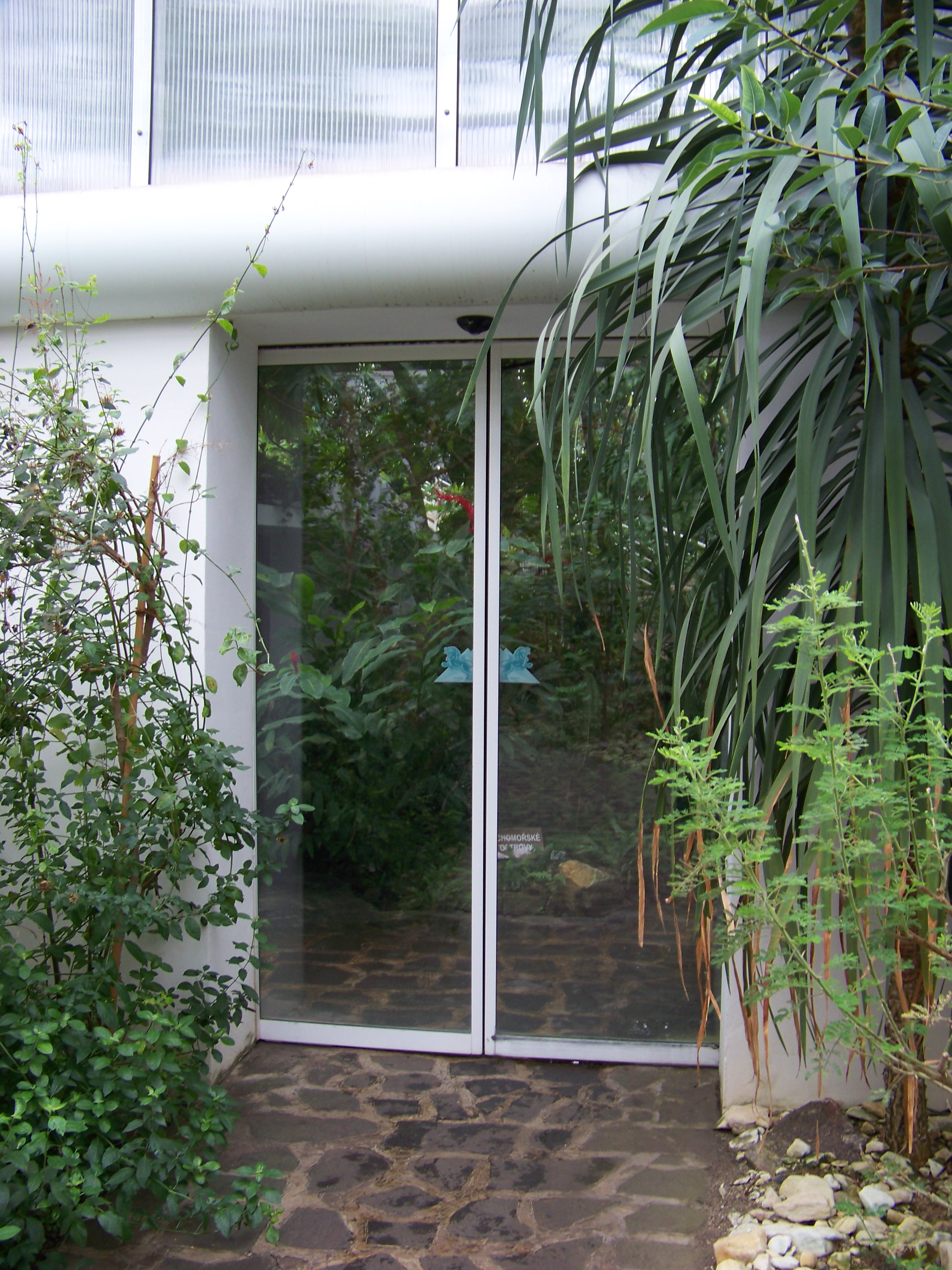
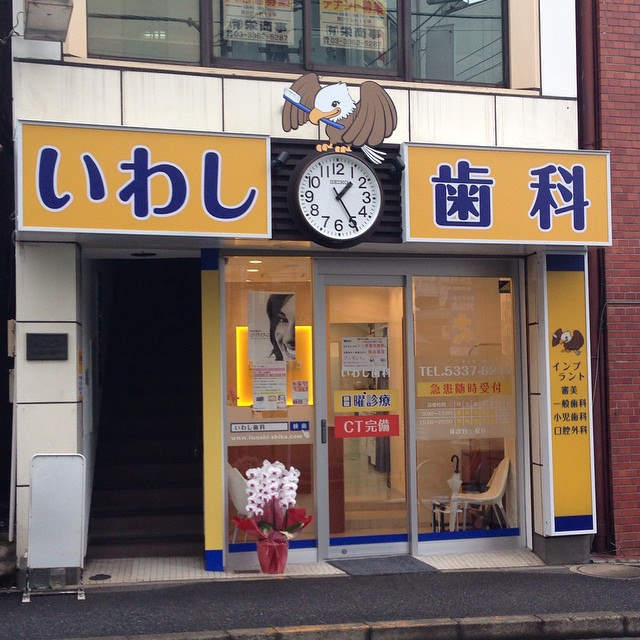
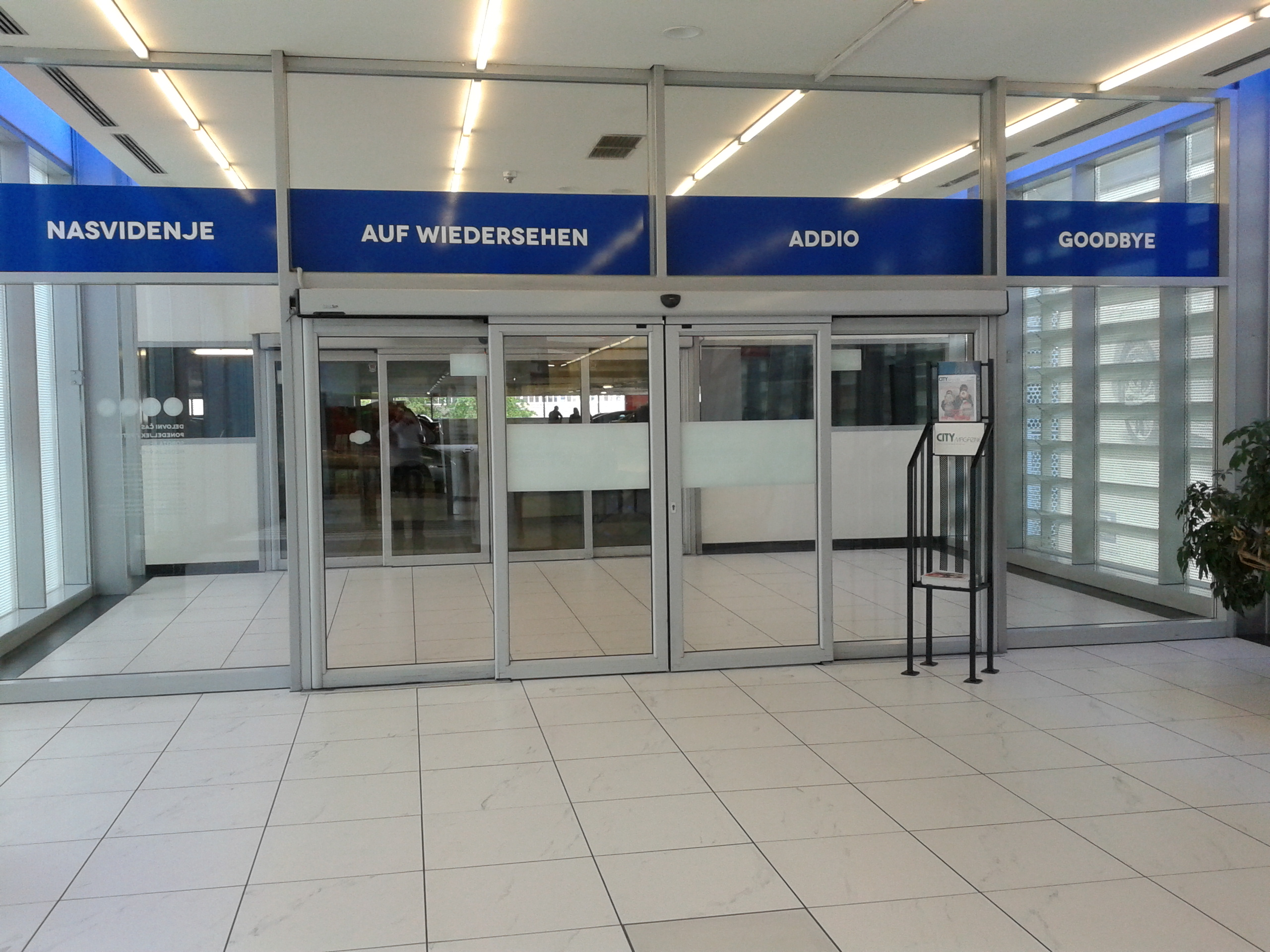